# توهم کامل
«توهم کامل» (به انگلیسی Perfect Illusion) اولین تک‌آهنگ از لیدی گاگا برای پنجمین آلبوم استودیویی‌اش، جوآن است.
لیدی گاگا در اوت سال ۲۰۱۶ با پست کردن عکس‌های پازل شکل در اکانت رسمی اینستاگرام خود به طرفدارانش این مژده را داد که تک‌آهنگ جدیدش در ماه سپتامبر منتشر می‌شود.
درتاریخ ۶ سپتامبر ۲۰۱۶ لیدی گاگا رسماً تأیید کرد که تک‌آهنگ جدیدش در تاریخ ۹ سپتامبر در شبکه‌های رادیویی مختلف پخش خواهد شد.
این ترانه تهیه‌کنندگانی چون لیدی گاگا و مارک رانسون و بلادپاپ و کوین پارکر دارد و به گفته خود گاگا این ترانه با دیگر ترانه‌های گذشته‌اش فرق دارد.

## موزیک ویدئو
به گفته چند منبع معتبر لیدی گاگا برای مدت دو روز در یک بیابان خارج از لس آنجلس مشغول به ضبط ویدئو بوده.
همچنین طراح لباس گاگا هم کفشی را معرفی کرد که درویدئو بکار برده شده.